# Каюта
Каюта (на нидерландски: kajuit; на немски: Kajüte) – помещение на плавателен съд или кораб, което е оборудвано за жилище на хора, а също така за различни служебни цели (бюфет, каюткомпания и др.). В руския език терминът започва да се използва от началото на XVII век.

## Общи сведения
Каюта е затворено пространство и обикновено е съобразено за четирима души. Може да е едно цяло или няколко помещения (например от кабинет, спалня и баня). Помещението на кораба, което е специално предназначено за почивка или обитаване на голям брой хора (или екипажа) обикновено се нарича кубрик. Като правило, в каюти са настанени офицерите и пътниците на кораба. Традиционно персонална отделна каюта има капитанът на кораба. Като термин „каюта“ в голямата си част е приложим на гражданските съдове – пътнически и товарни.
Пътническите каюти се разделят на няколко класи, според степента на комфорт, която осигуряват. Като правило пътническите каюти са разделени на класи според типа и компановката на пътническия/круизния кораб. Каютата икономична класа често е оборудвана само със спално място и масичка и по разположение повтаря стандартното спално купе, за четири души, в железопътния транспорт: четири спални места на двуетажни легла, с неголяма маса. Също така може да има шкафове или полици за багаж и т.н. На много кораби икономичната класа каюти са разположени във вътрешността на кораба и нямат прозорци/илюминатори.
Каютите 1 или 2 класа имат санитарен възел, по-комфортни легла и място за отдих. На много круизни кораби има и каюти, които превъзхождат първокласните по комфорт – това са апартаменти, които не се отличават на стаите в луксозните хотели.
Голямото помещение за хранене, съвместен отдих и общуване на командния състав на кораба се нарича каюткомпания.